# Zillertal
Het Zillertal is een breed zijdal van het Inndal in de Oostenrijkse deelstaat Tirol. Het ongeveer dertig kilometer lange dal wordt doorstroomd door de rivier de Ziller.

## Geografie
Het Zillertal buigt ongeveer veertig kilometer ten oosten van Innsbruck, bij Jenbach, vanuit het Unterinntal naar het zuiden af. Het dal reikt vanaf Strass im Zillertal tot aan Mayrhofen, waar het zich opsplitst in vier dalen: het Tuxertal, het Zemmtal, het Stilluptal en de Zillergrund. In het noorden buigen uit het Zillertal reeds twee dalen af: het onbewoonde dal Märzengrund, en het dal Finsinggrund met de toeristenplaats Hochfügen. Bij Zell am Ziller buigt het Gerlostal af in de richting van Salzburg. Het dal scheidt de Tuxer Alpen in het westen van de Kitzbüheler Alpen in het oosten. In het zuiden, op de grens met het Italiaanse Zuid-Tirol, liggen de Zillertaler Alpen. Het gehele Zillertal ligt in het district Schwaz.
In tegenstelling tot andere zijdalen van het Inndal overwint het Zillertal geen terrashellingen en wint het vanaf het begin (Strass, 522 m boven NN) tot aan het einde (Mayrhofen, 628 m boven NN) maar weinig aan hoogte. Tussen Aschau en Zell am Ziller wordt het dal een stuk nauwer. Ongeveer 9% van de oppervlakte van het dal is woongebied.

## Geschiedenis
Archeologische vondsten op de Tuxerjoch uit het middelste stenen tijdperk laten zien dat deze pas tussen het Wipptal en het Zillertal al geruime tijd een belangrijke betekenis heeft. De eerste nederzettingen in het gebied werden vermoedelijk aan het einde van de bronstijd (1200-800 v.Chr.) gesticht. Ook zijn er in het gebied overblijfselen gevonden uit de jongere ijzertijd (500 v.Chr.). Veel plaatsnamen zijn waarschijnlijk van pre-Romeinse en pre-Germaanse oorsprong.
Rond 15 v.Chr. veroverde de Romeinen het Alpengebied tot aan de rivier de Donau. Tirol behoorde in die tijd tot de Romeinse provincies Raetia in het westen en Noricum in het oosten. Vermoedelijk heeft de rivier de Ziller destijds de grens gevormd tussen beide provincies.
In de tweede helft van de 6e eeuw trokken vanuit het noorden de Bajuwaren het dal binnen. Als gevolg daarvan zijn ook een groot aantal namen van nederzetting van Bajuwaarse oorsprong.
Vanaf de 8e eeuw werd het gebied gekerstend. In 738 werden de bisdomsgrenzen tussen het bisdom Säben-Brixen en Salzburg vastgelegd. De Ziller werd daarbij de grensrivier. Deze grens vormt ook vandaag de dag nog de grens tussen het bisdom van Innsbruck en dat van Salzburg, wat blijkt uit de kleur van de kerktorens: ten westen van de Ziller, in het bisdom Innsbruck, zijn de kerktorens rood; ten oosten van de rivier, in het bisdom Salzburg, zijn ze groen.
Het dal werd in 889 voor het eerst genoemd in een oorkonde, als Cilarestale. Een rij van schenkingen legde de basis voor het grote grondbezit van de aartsbisschoppen van Salzburg. De boerderijen stonden onder bestuur van de meiers van Zell, Schwendau en Fügen.
Door immigratie van mijnwerkers werd het lutheranisme naar het Zillertal gebracht. Met name diep in het dal kende het grote populariteit. In 1816 werd het Salzburger deel van het Zillertal bij Tirol gevoegd. De protestanten werden uiteindelijk vervolgd en in 1837 werden ze gedwongen te emigreren naar Silezië, waar zij in 1945 voor de oprukkende Russische troepen opnieuw vluchtten en zich over de gehele wereld verspreidden.
In 1866 bezetten de Tiroolse schutterijen en andere vrijwilligers het dal om een inval vanuit het Koninkrijk Sardinië te voorkomen. Keizer Frans Jozef I van Oostenrijk dankte hen met een zilveren medaille.
In de tweede helft van de 19e eeuw begon men in het gebied met de bouw van alpenhutten en wegen ten bate van het alpinisme. Het wintertoerisme begon toen in 1953 en 1954 in Mayrhofen de kabelbaan Penkenbahn werd gebouwd, waarna vele andere liftinstallaties werden aangelegd.

## Economie
De belangrijkste bron van inkomsten in het dal is het toerisme, met in totaal zes miljoen overnachtingen per jaar, waarvan het overgrote deel in de winter. Verder speelt ook de agrarische sector nog een belangrijke rol. Er vindt op grote schaal veeteelt plaats, gericht op de melkproductie. Verder worden er ook veel schapen gehouden en wordt er maïs verbouwd.
Met name in de eerste helft van het dal is er ook plaats voor industriebedrijven. Vanaf het Gerlostal en de daarachterliggende dalen overheerst sinds de jaren 70 de elektriciteitswinning. Voor het opwekken van energie wordt waterkracht gebruikt. Hiervoor zijn grote stuwmeren aangelegd, waaronder het Zillergründlstuwmeer, het Schlegeisstuwmeer, het Stillupstuwmeer en het Durlaßbodenstuwmeer. Het Verbund AG (de voormalige Tauernkraftwerke AG) wekt met behulp van deze meren elektriciteit die tot in het Ruhrgebied wordt geleverd.

## Verkeer
Het Zillertal is toegankelijk via de Ziller-Bundesstraße, de Oostenrijkse rijksweg B169, die is aangesloten op de Inntal Autobahn. De Brettfalltunnel zorgt er daarbij voor dat Strass im Zillertal wordt omzeild door het doorgaande verkeer. Bij Zell am Ziller begint de Gerlos-Bundesstraße, de Oostenrijkse rijksweg B165. De Zillertaler Höhenstraße is een bochtenrijke panoramaroute, waarvoor tol moet worden afgedragen. Andere tolwegen in het gebied leiden 's zomers naar het Zillergründl- en het Schlegeisstuwmeer, alsook het Stilluptal.
Met het openbaar vervoer is het Zillertal te bereiken via de Zillertalspoorlijn, die loopt vanaf het treinstation Jenbach naar Mayrhofen. Het dal is ook bereikbaar per lijnbus, welke bovendien de zijdalen van het Zillertal aandoet.

## Toerisme
In de regio Zillertal bevinden zich diverse skigebieden. De term Zillertaler Arena wordt gebruikt voor het skigebied van de Kreuzjoch en de Rosenalm bij Zell am Ziller, samen met dat van de Isskogel bij Gerlos en de Salzburger skigebieden Königsleiten en Hochkrimml/Gerlosplatte. Tot dit marketingverband worden bovendien het Gerlossteingebied (Hainzenberg/Ramsau) gerekend. Het skigebied Ski Zillertal 3000 is een verbond van het skigebied Penken/Horberg bij Hippach, Mayrhofen en Finkenberg samen met de skigebieden Rastkogel en Eggalm in het Tuxertal. Verder hoort hierbij ook het skigebied Ahorn in Mayrhofen. Sinds de winter van 2004-2005 hebben ook het Hochzillertal (Kaltenbach) en Hochfügen zich verenigd. Ook het skigebied Spieljoch bij Fügen behoort tot dit verband. Aan het einde van het Tuxertal is ten slotte ook nog een skigebied te vinden waar het gehele jaar geskied kan worden, namelijk de Zillertaler Gletsjerbahnen op de Hintertuxer Gletscher.
In de zomer is er gelegenheid voor paragliders om hun sport te beoefenen en hebben wandelaars de beschikking over 1000 kilometer aan wandelroutes in de Zillertaler Alpen. Ook fietsers kunnen hun hart ophalen met 450 kilometer fietspad.
Het Zillertal is verder beroemd om zijn muzikanten. Reeds sinds de middeleeuwen trekken muzikanten door heel Europa en verbreden zij hun muziek. Zo hebben zij onder andere Stille nacht, heilige nacht wereldwijd bekendgemaakt.
De bekendste muziekgroep uit het Zillertal zijn die Schürzenjäger. De band trad door heel Europa op van 1973 t/m 2007. Concerten trokken soms tot meer dan 100.000 bezoekers. Deze band bestaat nog altijd, in een andere bezetting. Op dit moment bekende muzikanten en bands zijn onder anderen Marc Pircher (winnaar van de Grand Prix der Volksmusik), die Zillertaler Haderlumpen (winnaar van de Grand Prix der Volksmusik), de Jungen Zillertaler en de Hey Mann Band.

## Religie

### Rooms-Katholieke Kerk
De meerderheid van de bevolking is lid van de Rooms-Katholieke Kerk, die ook in het sociaal-culturele leven een centrale rol speelt. Het oostelijke deel van het Zillertal hoort bij de "Erzdiözese Salzburg", terwijl het westelijke deel bij de "Diozese Innsbruck" hoort.

### Protestantse Kerk
Door de Reformatie ontstond ook in het Zillertal een protestantse beweging, die echter in de loop der tijd onderdrukking ondervond, die uitmondde in de verdrijving van de protestanten, de zogenaamde "Zillertaler Inklinanten" uit het Zillertal in 1837. Tegenwoordig zijn er kleinere protestantse gemeenten in Mayrhofen, Jenbach en Schwaz.